# J. Corre et Compagnie
J. Corre et Compagnie war ein französischer Hersteller von Automobilen.

## Unternehmensgeschichte
Jean-Marie Corre gründete 1908 in Rueil das Unternehmen zur Produktion von Automobilen, nachdem er Corre verlassen hatte. Die Fahrzeuge wurden überwiegend als Corre-Le Cor, gelegentlich als Corre, Le Cor oder J. C. vermarktet. 1914 endete die Produktion.

## Fahrzeuge
Im Angebot standen drei Modelle mit Vierzylindermotoren. Das Modell 8 CV verfügte über 1459 cm³ Hubraum, der 10 CV über 1725 cm³ Hubraum und der 12 CV über 2120 cm³ Hubraum.